# Batofasciculus ramificans
Batofasciculus ramificans Hou, Bergström, Wang, Feng & Chen, 1999 è un enigmatico organismo estinto, forse appartenente agli ctenofori, vissuto nel Cambriano inferiore (circa 520 milioni di anni fa). I suoi resti sono stati ritrovati esclusivamente nel giacimento di Maotianshan, in Cina.

## Descrizione
Noto per pochi esemplari, questo misterioso organismo raggiungeva la lunghezza di circa 5 centimetri. Ogni esemplare è costituito da un gruppo di rami, di norma in numero di 8-12. Ogni ramo è indipendente e appuntito alla base; le basi sono poste l'una vicina all'altra, e da questo punto in poi ogni ramo curva leggermente verso l'esterno, per poi seguire un percorso semicircolare e andare a riunirsi alla sommità. Sul margine convesso, ogni ramo è dotato di corte spine ben spaziate fra loro, con una distribuzione molto regolare. Queste spine sembrerebbero essere state rigide e forse cave; su alcuni esemplari si è conservato un livello di materia nera, forse a rappresentare un resto organico.
Nuovo materiale rinvenuto (Ou et al., 2015) ha rivelato la presenza di uno statolite nell'organo apicale e una regione orale, collegando quindi Batofasciculus agli ctenofori. Lo statolite è conservato sotto forma di residui carboniosi, come è stato rivelato grazie a un'analisi spettroscopica a dispersione di energia, ed è compatibile con la conservazione carboniosa di statoliti in altri ctenofori provenienti da Chengjiang (per esempio Galeactena). Gli otto raggi arcuati portano spine robuste, e conservano la loro integrità strutturale anche quando disarticolati, suggerendo un notevole grado di sclerotizzazione.

## Classificazione
La natura di questo organismo è stata a lungo un mistero. Si è ipotizzato che l'intera struttura dell'animale fosse a simmetria radiale nell'organismo in vita. Le basi separate delle braccia non chiarivano se questa struttura fosse parte di un organismo più grande o no; si era persino ipotizzato che Batofasciculus fosse una struttura coloniale. La presenza di strutture organiche rigide avevano lasciato intravedere una parentela con i graptoliti o con altri emicordati, idrozoi o persino alghe, ma l'apparente mancanza di aperture lungo i rami escluderebbe però qualunque parentela con gli emicordati. Altre ipotesi vedevano in Batofasciculus un arcaico parente bizzarro degli ctenofori. L'appartenenza a quest'ultimo gruppo sembrerebbe essere stata confermata da ritrovamenti più recenti (Ou et al., 2015). A differenza di molti omologhi attuali, tuttavia, Batofasciculus era sprovvisto di tentacoli, aveva un corpo sclerotizzato e possedeva otto coppie di righe a pettine. Batofasciculus e i suoi stretti parenti sono stati riconosciuti in gruppo monofiletico (Scleroctenophora) all'interno degli ctenofori (Ou et al., 2015).